# Engelbert Sterckx
Engelbert Sterckx, belgijski rimskokatoliški duhovnik, škof in kardinal, * 2. november 1792, Ophem, † 4. december 1867.

## Življenjepis
18. februarja 1815 je prejel duhovniško posvečenje.
24. februarja 1832 je bil imenovan za nadškofa Mechelena; škofovsko posvečenje je prejel 8. aprila 1832.
13. septembra 1838 je bil povzdignjen v kardinala in imenovan za kardinal-duhovnika S. Bartolomeo all'Isola.
Umrl je 4. decembra 1867.